# U18-Europamästerskapet i handboll för herrar 2018
U18-Europamästerskapet i handboll för herrar 2018, arrangerad av EHF, var en handbollsturnering för ungdomslandslag med spelare födda 2000 eller senare. Mästerskapet spelades i Koprivnica och Varaždin, Kroatien, den 9–19 augusti 2018. Segrade gjorde Sverige (andra titeln), efter att ha besegrat Island i finalen.

## Medaljörer
| Guld | Silver | Brons |
| --- | --- | --- |
| Sverige1. Simon Möller 16. Kristian Zetterlund 30. Fabian Norsten 2. Ludvig Hallbäck 3. Jakob Siemund 4. Kasper Larsson 5. Emil Berlin 6. Adam Blanche 7. Oskar Joelsson 8. Casper Käll 10. Valter Chrintz 11. Miguel Mbumba 13. Simon Lindberg 14. Jesper Jensen 18. Erik Sääf 19. Eric Johansson Förbundskapten: Dennis Sandberg | Island1. Sigurður Dan Óskarsson 12. Viktor Gísli Hallgrímsson 2. Dagur Gautason 3. Arnór Snær Óskarsson 4. Arnar Máni Rúnarsson 5. Goði Ingvar Sveinsson 6. Einar Örn Sindrason 9. Þorleifur Rafn Aðalsteinsson 10. Tumi Steinn Rúnarsson 11. Eiríkur Guðni Þórarinsson 15. Tjörvi Týr Gíslason 17. Stiven Tobar Valencia 18. Jón Bald Freysson 19. Hafstein Oli Ramos Rocha 23. Viktor Andri Jónsson 25. Haukur ÞrastarsonFörbundskapten: Heimir Rikardsson | Danmark1. Svend B. Rughave 12. Simon V. Egtved 2. Oskar V. Rasmussen 3. Steven Plucnar Jacobsen 5. Mikkel Damgaard 6. Simon B. Pytlick 7. Magnus Haubro 8. Jon Katballe Christensen 10. Marcus Stroustrup 13. Thor Christensen 15. Laurity Reinholdt Leger 17. Jeppe M. Cieslak 18. Anton K. Filtenborg 19. Mads Hoxer Hangaard 23. Mads Emil Lenbroch 27. Johan T. KofoedFörbundskapten: Ole Damgaard Nielsen |

- Källor: [1][2]

## Slutplaceringar
| Rank | Nation        |
| ---- | ------------- |
| 1    | Sverige U19   |
| 2    | Island U19    |
| 3    | Danmark U19   |
| 4    | Kroatien U19  |
| 5    | Spanien U19   |
| 6    | Tyskland U19  |
| 7    | Frankrike U19 |
| 8    | Serbien U19   |
| 9    | Slovenien U19 |
| 10   | Ungern U19    |
| 11   | Norge U19     |
| 12   | Portugal U19  |
| 13   | Ryssland U19  |
| 14   | Israel U19    |
| 15   | Polen U19     |
| 16   | Rumänien U19  |